# Toledo (Washington)
Toledo és una població dels Estats Units a l'estat de Washington. Segons el cens del 2000 tenia 663 habitants.

## Demografia
Segons el cens del 2000, Toledo tenia 653 habitants, 265 habitatges, i 182 famílies. La densitat de població era de 741,5 habitants per km².
Dels 265 habitatges en un 32,8% hi vivien nens de menys de 18 anys, en un 51,3% hi vivien parelles casades, en un 12,8% dones solteres, i en un 31,3% no eren unitats familiars. En el 28,7% dels habitatges hi vivien persones soles el 16,2% de les quals corresponia a persones de 65 anys o més que vivien soles. El nombre mitjà de persones vivint en cada habitatge era de 2,46 i el nombre mitjà de persones que vivien en cada família era de 2,95.
Per edats la població es repartia de la següent manera: un 25,7% tenia menys de 18 anys, un 10,7% entre 18 i 24, un 24,3% entre 25 i 44, un 22,1% de 45 a 60 i un 17,2% 65 anys o més.
L'edat mediana era de 37 anys. Per cada 100 dones de 18 o més anys hi havia 83,7 homes.
La renda mediana per habitatge era de 29.271 $ i la renda mediana per família de 31.833 $. Els homes tenien una renda mediana de 28.750 $ mentre que les dones 19.271 $. La renda per capita de la població era de 14.483 $. Aproximadament el 9,3% de les famílies i el 14,7% de la població estaven per davall del llindar de pobresa.

## Poblacions més properes
El següent diagrama mostra les poblacions més properes.